# Martijn Abbenhues
Martijn Abbenhues (Rijssen, 31 oktober 1973) is een Nederlands voormalig profvoetballer.
Abbenhues begon zijn profcarrière bij FC Twente in 1997. Tijdens zijn debuut in het betaalde voetbal scoorde Abbenhues zijn beroemdste doelpunt: het laatste en 1.100's doelpunt in Stadion Het Diekman. Tijdens zijn vijf wedstrijden voor FC Twente scoorde de spits 3 keer, waaronder het laatste doelpunt in Het Diekman. Ook was hij trefzeker in de openingswedstrijd van het Arke Stadion, op 10 mei 1998 tegen PSV (3–0).
Halverwege het seizoen 1998-1999 vertrok de aanvaller naar FC Zwolle voor een contract van 2,5 jaar. In 2001 speelde hij een half seizoen bij FC Jokerit voor zijn oude trainer Jan Everse van FC Zwolle. Op 3 mei 2009 speelde Martijn Abbenhues zijn laatste wedstrijd in het amateurvoetbal. Vervolgens startte hij zijn trainerscarrière op. Alvorens op eigen benen te staan, liep hij in het seizoen 2013/2014 stage bij topklasser HSC '21 uit Haaksbergen. Daarna verbond hij zich als eindverantwoordelijke aan De Tubanters een zondag 3e klasser uit Enschede.

## Carrièrestatistieken
| Seizoen         | Club            | Land            | Competitie      | Competitie | Competitie | Beker | Beker | Internationaal | Internationaal | Overig | Overig | Totaal | Totaal |
| Seizoen         | Club            | Land            | Competitie      | Wed.       | Dlp.       | Wed.  | Dlp.  | Wed.           | Dlp.           | Wed.   | Dlp.   | Wed.   | Dlp.   |
| --------------- | --------------- | --------------- | --------------- | ---------- | ---------- | ----- | ----- | -------------- | -------------- | ------ | ------ | ------ | ------ |
| 1997/98         | FC Twente       | Nederland       | Eredivisie      | 3          | 2          | 0     | 0     | 0              | 0              | 0      | 0      | 3      | 2      |
| 1998/99         | FC Zwolle       | Nederland       | Eredivisie      | 21         | 5          | 1     | 0     | 0              | 0              | 6      | 2      | 28     | 7      |
| 1999/00         | FC Zwolle       | Nederland       | Eredivisie      | 17         | 3          | 0     | 0     | 0              | 0              | 0      | 0      | 17     | 3      |
| 2000/01         | FC Zwolle       | Nederland       | Eredivisie      | 20         | 4          | 1     | 1     | 0              | 0              | 0      | 0      | 20     | 4      |
| 2001            | FC Jokerit      | Finland         | Veikkausliiga   | 20         | 1          | 0     | 0     | 0              | 0              | 0      | 0      | 20     | 1      |
| Carrière totaal | Carrière totaal | Carrière totaal | Carrière totaal | 81         | 15         | 1     | 0     | 0              | 0              | 6      | 2      | 88     | 17     |